# Rotsjön (Envikens socken, Dalarna)
Rotsjön är en sjö i Bollnäs kommun, Falu kommun och Ovanåkers kommun i Dalarna och ingår i Dalälvens huvudavrinningsområde. Sjön är 26 meter djup, har en yta på 0,323 kvadratkilometer och befinner sig 336,2 meter över havet. Sjön avvattnas av vattendraget Bruksån (Gårdviksboån). Vid provfiske har abborre och lake fångats i sjön.

## Delavrinningsområde
Rotsjön ingår i det delavrinningsområde (676636-150621) som SMHI kallar för Ovan 676570-150383. Medelhöjden är 361 meter över havet och ytan är 6,95 kvadratkilometer. Det finns inga avrinningsområden uppströms utan avrinningsområdet är högsta punkten. Bruksån (Gårdviksboån) som avvattnar avrinningsområdet har biflödesordning 3, vilket innebär att vattnet flödar genom totalt 3 vattendrag innan det når havet efter 300 kilometer. Avrinningsområdet består mestadels av skog (81 procent). Avrinningsområdet har 0,37 kvadratkilometer vattenytor vilket ger det en sjöprocent på 5,4 procent.